# Vopsea acrilică

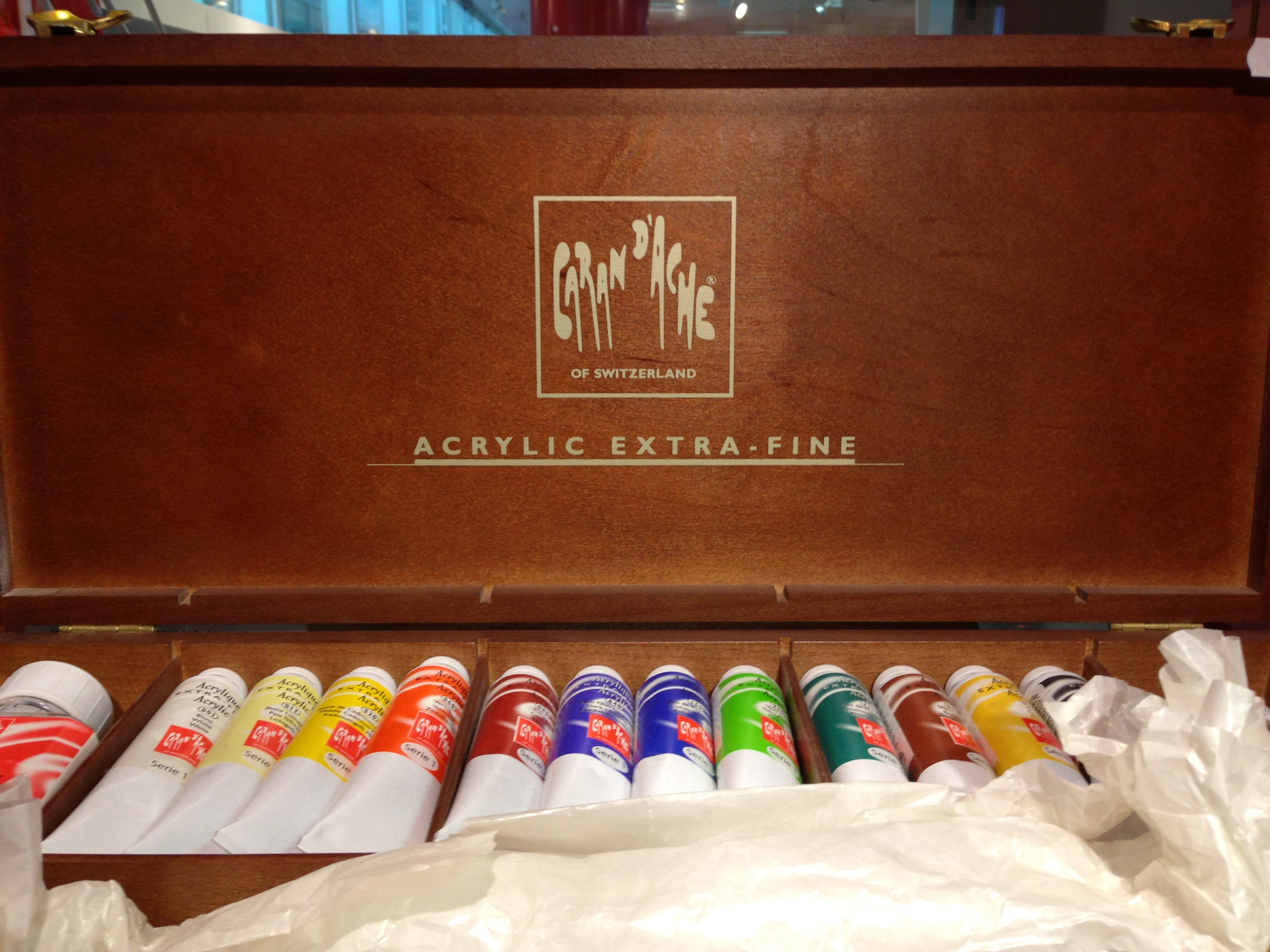
Tuburi de vopsea acrilică (fabricate de Caran d'Ache).

Vopsea acrilică este un tip de vopsea fabricată dintr-un pigment aflat într-o emulsie cu polimer acrilic. Vopselele acrilice sunt solubile în apă, dar sunt rezistente la apă odată ce s-au uscat. Depinzând de cantitatea de vopsea care se diluează cu apă sau care se modifică cu geluri acrilice, pictura finală poate avea aspect de acuarelă sau de pictură în ulei.